# 猪浦里沙
猪浦 里沙（いのうら りさ、1982年3月25日 - ）は、日本の女優、歌手。

## 人物
- 劇団東俳に所属、子役として活動。
- サンミュージックブレーンに所属、タレント・歌手として活動。

## 来歴
- 1999年、サンミュージックブレーンの新人タレントオーディションに合格。宝島賞・ジョイポリス賞。
- 初期には小野真弓、井村有希とともに、『リアリー・オムレット・パズル』を結成、アミューズメントテーマパーク『ジョイポリス』のキャンペーンガールを務めた。

## テレビ
レギュラー
- 気分はワイルド（ガッキーズ・ノッコ役）（テレビ朝日、1995年）
- 秘密の超爆笑問題（爆笑娘）（日本テレビ、2001年）
- 地方 桃いろ（桃momoko娘 レギュラー）（2002年）
- CS 桃太郎電鉄11JAPAN CUP TV（桃momoko娘レギュラー）（2002年）

その他
- HEY!HEY!HEY! MUSIC CHAMP（2004年5月24日、フジテレビ）
- U-CDTV（2004年、TBS）

## キャンペーンガール
- セガ・アミューズメントテーマパークジョイポリス　キャンペーンガール
- リアリー・オムレット・パズル (Really? Omelet Puzzle）（1999年）
- ハドソン『桃太郎電鉄11』キャンペーンガール（2002年）

## CM
- 土崎BC
- マーズ「m&m's mini」（2001年）

## その他
- シングル・リアリー・オムレット・パズル「Over Night」（1999年12月23日、ABSORD MUSIC JAPAN）
- シングル・Linda☆Linda「超☆ 狙いうち2004 featuring Linda Yamamoto」（2004年4月7日、Music web RECORDS）
- 「サンミュージックアイドルカードコレクション」（共演：小野真弓、鎗田彩野、田川惠里、藤井真喜子）2003年3月発売